# 蛇篭

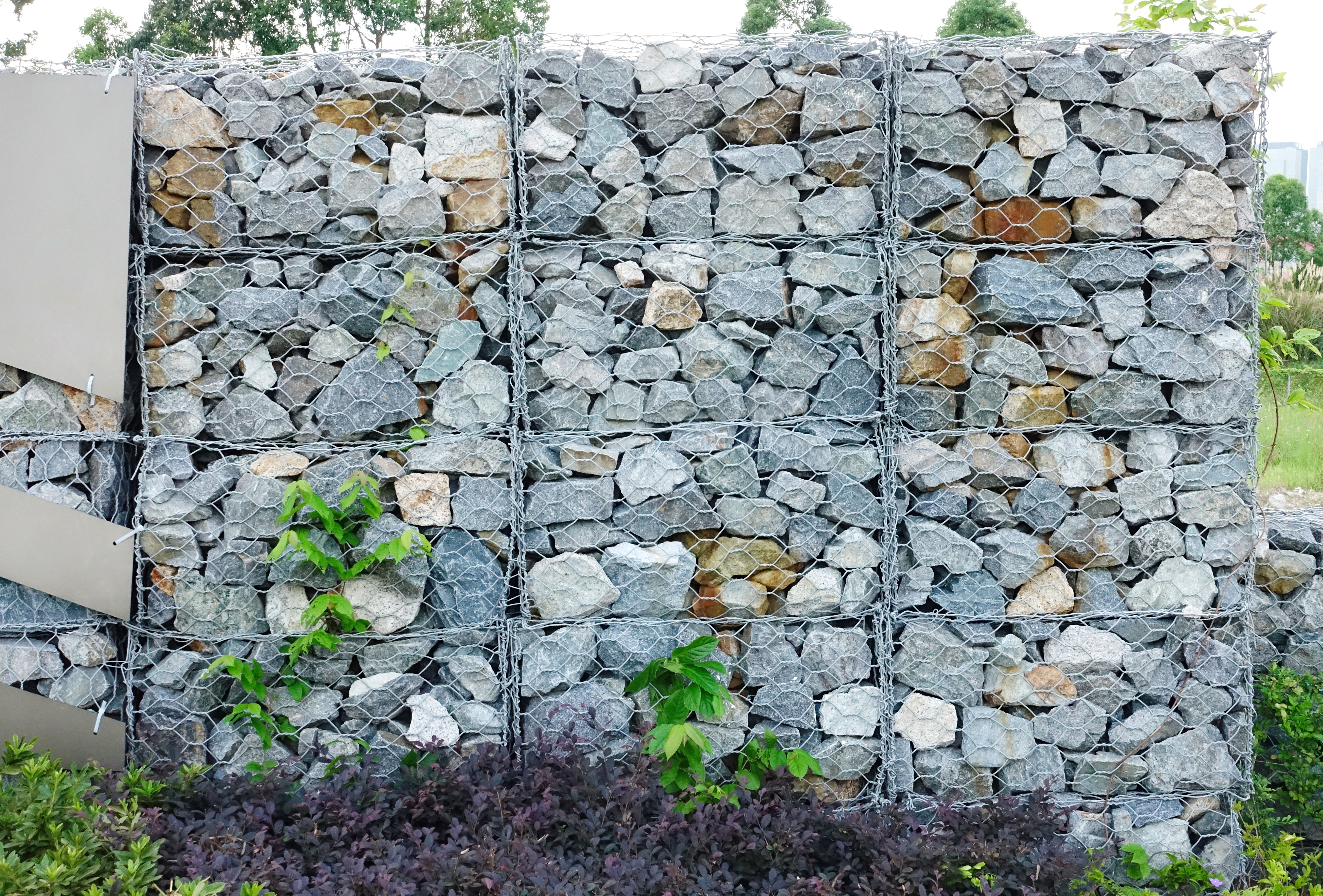
蛇籠（材：鉄線、型：ふとん籠〈角形蛇籠〉、構成：スロープ式〈垂直〉）

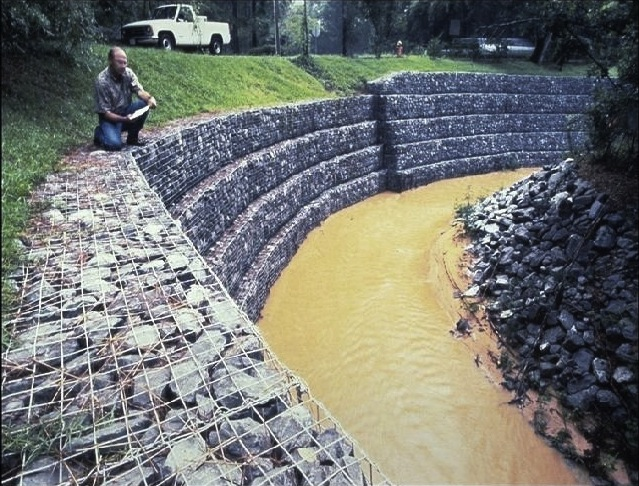
蛇籠（材：鉄線、型：ふとん籠〈角形蛇籠〉、構成：階段式）による護岸

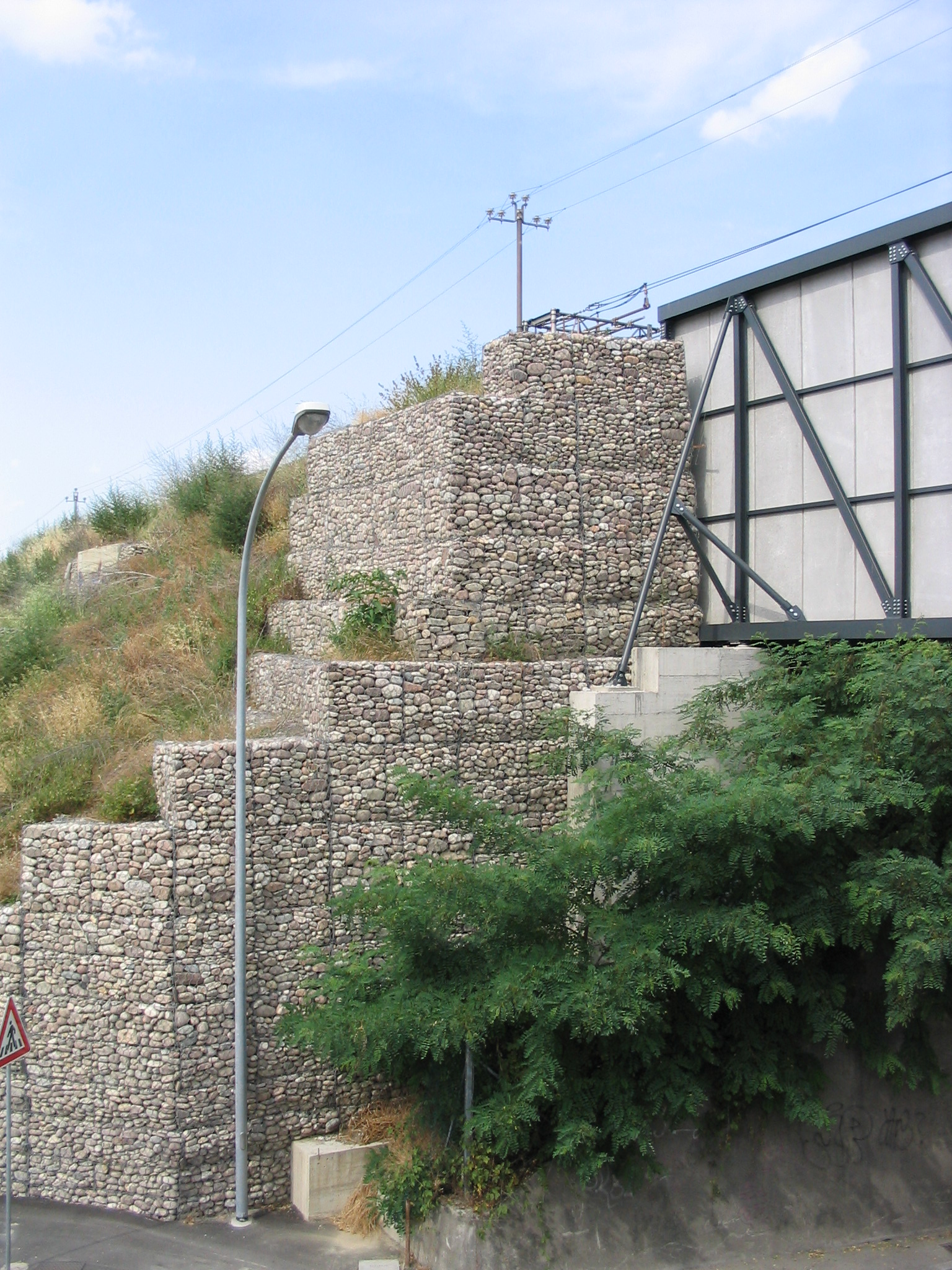
蛇籠（材：鉄線、型：ふとん籠〈角形蛇籠〉、構成：階段式）で補強された橋の土台

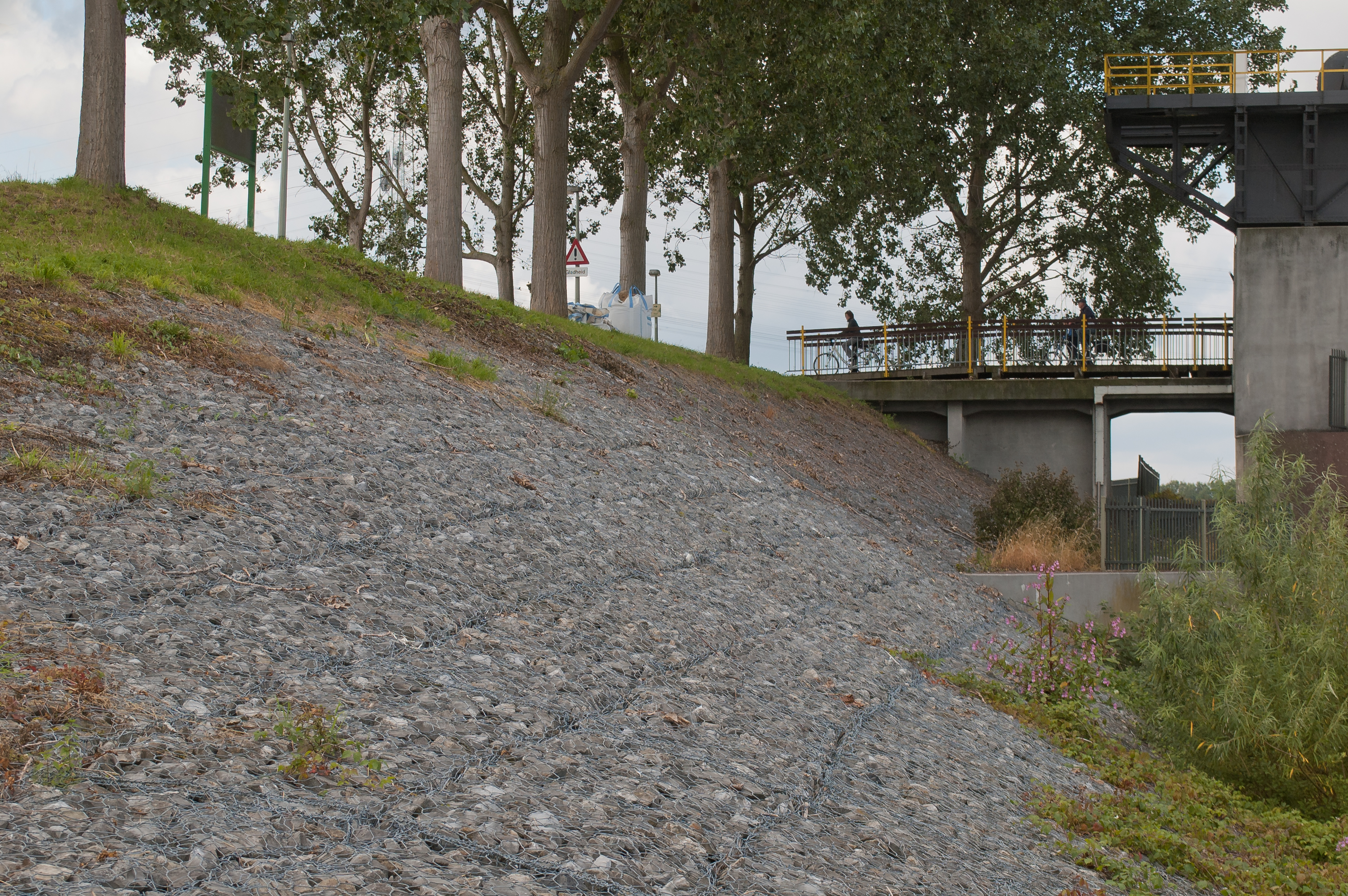
蛇籠（材：鉄線、型：???、構成：スロープ式〈水平〉）で補強された傾斜地（斜面）

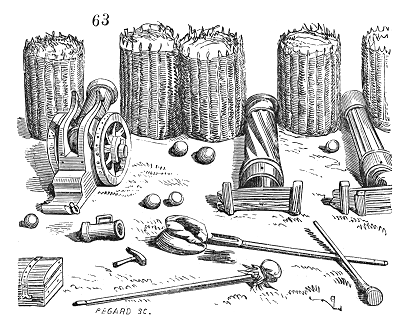
フランスの砲兵陣地で使用される蛇篭

蛇籠/蛇篭（じゃかご）とは、竹材や鉄線で編んだ長い籠に砕石を詰め込んだもので、河川の護岸や斜面の補強などに使用されてきた。石籠（せきろう）、じゃこともいう。英語のgabion（ガビオン）に含まれるが、現代に限ればほぼ同義語。

## 名称
日本語の「蛇籠/蛇篭（じゃかご）」という名称は、設備としての完成形が蛇に似た形状で組み上げられる籠であることに由来するか、あるいは、昔から河川に蛇の伝説がつきものであったことに由来すると考えられている。なお、用字の「籠」と「篭」の違いは、前者が正字、後者が俗字で、どちらを用いてもかまわない。中国語では、「蛇籠（簡体字：蛇笼）」「石籠（石笼）」「箱籠（箱笼）」という。
英語やフランス語では "gabion" （中世フランス語 "gabion" 〈= two-handled basket、1570-1580年初出〉が直接語源）が、ドイツ語では "Gabione" が、日本語「蛇籠/蛇篭」に最も近い語であるが、これらは同じ意味のイタリア語 "gabbione" を語源とし、gabbione は「ケージ（籠）」などを意味するイタリア語 "gabbia" を語源とする。さらに、イタリア語 gabbia の語源はラテン語で「ケージ（籠）」などを意味する "cavea" であるとされる。　［ Eng: gabion, Ger: Gabione, Fra: gabion ＜ Ita: gabbione ＜ Ita: gabbia (=cage)  ＜ la: cavea (=cage) ］

## 概要
蛇篭とは、災害復旧及び河川改修で選択される工法の一つである。めっき鉄線などのカゴに、自然石、砕石などを中詰めして使用する伝統的工法である。
日本の場合、古来「蛇籠/蛇篭」は竹を亀甲型網目の円形の籠に編み使用していたが、手編みから機械編みに、また材料も竹からめっき鉄線へと変わり、その形態も工法に順応して多岐にわたっている。
江戸時代には牛枠類とともに代表的な治水構造物として用いられ、竹製の蛇籠が作られた。『小石川後楽園図』（徳川ミュージアム所蔵）などにも河川の護岸に持ちられる蛇籠の様子が見て取れる。
江戸時代中期の国語辞典『倭訓栞』（わくんのしおり）に、「じゃかごとは蛇の形に似た石籠である」とあるように、元来、日本では円筒形のものに限られていた。
1959年（昭和34年）に撮影された黒部川護岸工事の写真では、蛇籠を隙間なく縦に敷き詰めて岸を補強する昔ながらの様子が分かる。また、小石川後楽園では、現在でも江戸時代と全く変わりなく、竹製の蛇籠を池の護岸に用いている。竹籠は経年によって緩みが生じるので、2年程度で取り替えられている。

## 種類
円筒型蛇籠（えんとうがた じゃかご）
屈撓性に富み、最も古くから使用されている。のり覆や水制、排水などに使用。
ふとん蛇籠
角形蛇籠（かくがた じゃかご）ともいう。簡易構造のため作業性に富み、最も広く大量に使用されている。根固め、床止め、土留に使用。
異形蛇籠（いけい じゃかご）
達磨籠（だるまかご）、縦菱ふとん籠、横菱ふとん籠、異形ふとん籠、間詰め籠、扁平籠（楕円籠）、自在籠（自由籠）、巻止籠、筍籠、三角籠、波形籠（なみがたかご、漣籠〈さざなみかご〉とも）、扇籠、蒲鉾籠（かまぼこかご）、ほか。

## 用途
河川・海岸・治山などの土木事業で、それぞれの形状や特性を生かし、護岸、根固め、水制、床止め、耐震、擁壁、排水といった様々な目的で用いられる。近年、防災性だけでなく、「多自然型川づくり」が要望されるようになり、多様な生物の生息空間（ビオトープ）作りに役立っている。
緑化を目的とした蛇籠もある。「二重ふとん籠」は、パネル式ふとん籠の内側に内張りネット、植生シートなどをあてがい、現地発生土を詰めて、自然の回復、保全を促進させる。
また、“めっき籠枠”“籠枠”と呼ばれるふとん籠に比べて高強度・高耐久性のふとん籠が施工性とライフサイクルコストの向上を謳って工事品質の向上に一役買っている。

## 構成と組み立て方
蛇籠は枠線と金網から構成され、金網はめっき鉄線で編む菱形金網とする。
円筒形蛇籠は、胴網、蓋、丸輪、閉じ線で構成されており、胴網を広げ、丸輪を押入し、両端に蓋網を取り付けて完成。角形蛇籠は、丸輪ではなく中枠・骨線を押入する。
提燈蛇籠/提灯蛇篭（ちょうちんじゃかご）
組み立て不要。工場で組み立てた後、提灯をたたむように、折りたたんだ完成品の状態で工場から出荷され、現場で引き伸ばすだけで石詰めできるため、緊急災害復旧工事の備蓄用として適しているものもある。
パネル式ふとん籠（パネルしき ふとんかご）
組み立てが簡単。工場で金網に枠を取り付け、パネル状にしたものを折りたたんで出荷、現場でパネルを起こして、結合コイルで立方体に組み立てるため、組み立て手間の削減につながるものもある。

## 問題と対策
蛇籠は、中詰め材の流出や目詰まり、ずれ落ち、金網の破損や変形、生態系や景観への悪影響などの問題が発生する可能性があるが、蛇籠本体や周辺環境の定期的な点検、技術の進展に伴う製品の改良によって、これらの問題に対処している。
構造計算と安定計算により耐久性・安全性を高め、背面からの外力に一層強靭な抵抗を持たせるために太径の鉄筋を使うことで強度を増し、さらにめっきも厚めっきにするなど耐食性・耐候性の強化もされている。その結果、従来の仮設、応急措置としての工法から、永久化工法としての使用が可能となった。
また、使用するめっき鉄線は、山地や海岸での設置に対し腐食しにくいものが求められるが、同時に長年設置していても自然環境を汚染することがないようなものが考えられている。
自然な景観を作り出すために、間伐材を金網の保護部材に使用したものや、建設資材リサイクル法により再生利用されるコンクリート塊（ガラ）などを中詰め材として利用しているものもある。さらに、従来崩落の危険がある場所や、高所・狭所での施工は困難であったが、専用のパネル式籠に石詰めをし、専用の吊り具で吊り上げ設置場所に移動する、吊りタイプパネル籠の開発によって、そういった場所での作業も可能となった。